# أولاد امطاعية (سكورة الحدرة)
أولاد امطاعية هي إحدى مشيخات المملكة المغربية، تتبع جغرافيا لإقليم الرحامنة وإداريًا لسكورة الحدرة. يقدر عدد سكانها بـ 4293 نسمة حسب الإحصاء الرسمي للسكان والسكنى لسنة 2004.